# Bonamia multicaulis
Bonamia multicaulis är en vindeväxtart som först beskrevs av Townshend Stith Brandegee, och fick sitt nu gällande namn av Homer Doliver House. Bonamia multicaulis ingår i släktet Bonamia och familjen vindeväxter. Inga underarter finns listade i Catalogue of Life.